# A-309
La A-309 es una carretera de la red autonómica andaluza de la provincia de Córdoba (España) que une Montoro (A-4) con Castro del Río (N-432), ambos municipios en la provincia de Córdoba.
- Datos: Q4827050